# Katedra Wniebowzięcia Najświętszej Maryi Panny w Neapolu
Katedra Wniebowzięcia Najświętszej Maryi Panny (wł. Cattedrale di Santa Maria Assunta), również duomo di Napoli lub katedra św. Januarego (wł. Cattedrale di San Gennaro) – rzymskokatolicka świątynia znajdująca się we włoskim mieście Neapol. Siedziba archidiecezji Neapolu.

## Historia
W czasach greckich na miejscu obecnego kościoła znajdowała się świątynia Apolla, a przed wzniesieniem katedry stały tu dwie bazyliki – pw. św. Restytuty i św. Stefanii. Budowa katedry została zlecona przez Karola II Andegaweńskiego w 1294. Do budowy przyczynił się również biskup Benewentu, bł. Jakub z Viterbo. Bazylikę św. Stefanii rozebrano, a bazylika św. Restytuty stała się kaplicą boczną nowo wznoszonej katedry. Budowa trwała w latach 1299-1314. Fasada została zniszczona podczas trzęsienia ziemi w 1349. W 1526 dobudowano kaplicę boczną pw. św. Januarego, a pod koniec XIX wieku fasadę przebudowano według projektu Enrica Alvina w stylu neogotyckim.

## Architektura i wyposażenie
Świątynia gotycka, trójnawowa, długa na 100 i wysoka na 48 metrów. Wysoką na 35 metrów nawę główną zdobi XVII-wieczny, kasetonowy strop, na którym znajduje się 5 obrazów autorstwa Girolama Imparata. Do filarów przymocowane są popiersia pierwszych 16 biskupów Neapolu, wykonane między XVII a XVIII wiekiem. Do korpusu nawowego dobudowanych jest 10 kaplic bocznych, po 5 z każdej strony. W kaplicy św. Januarego przechowywane są relikwie tegoż świętego. Świątynię zdobią również 85-rejestrowe organy z ponad 5000 piszczałek.

## Galeria

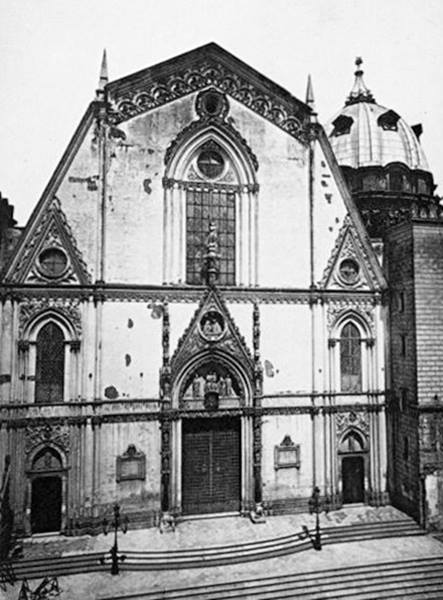
Fasada katedry przed przebudową, ok. 1860
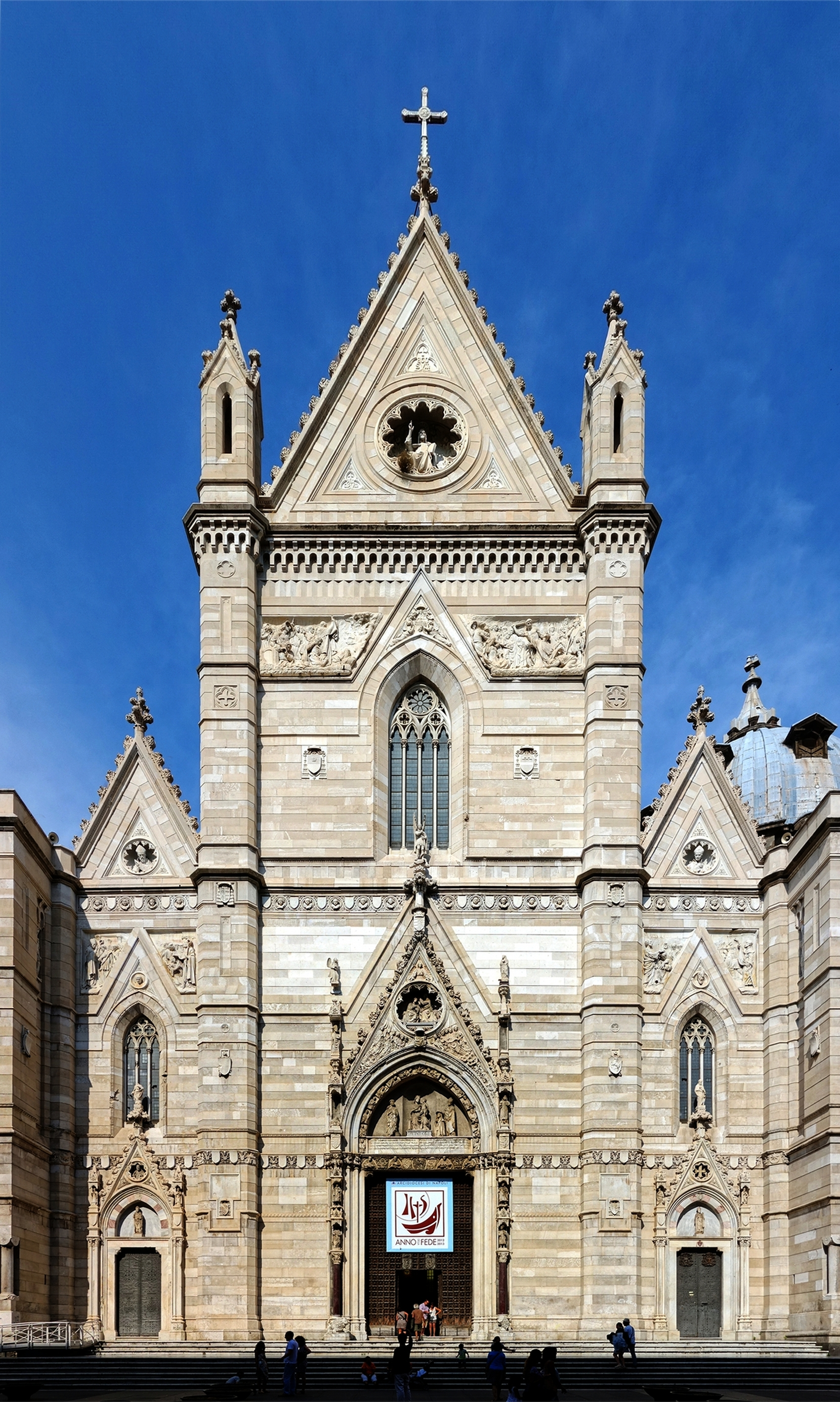
Fasada w 2013
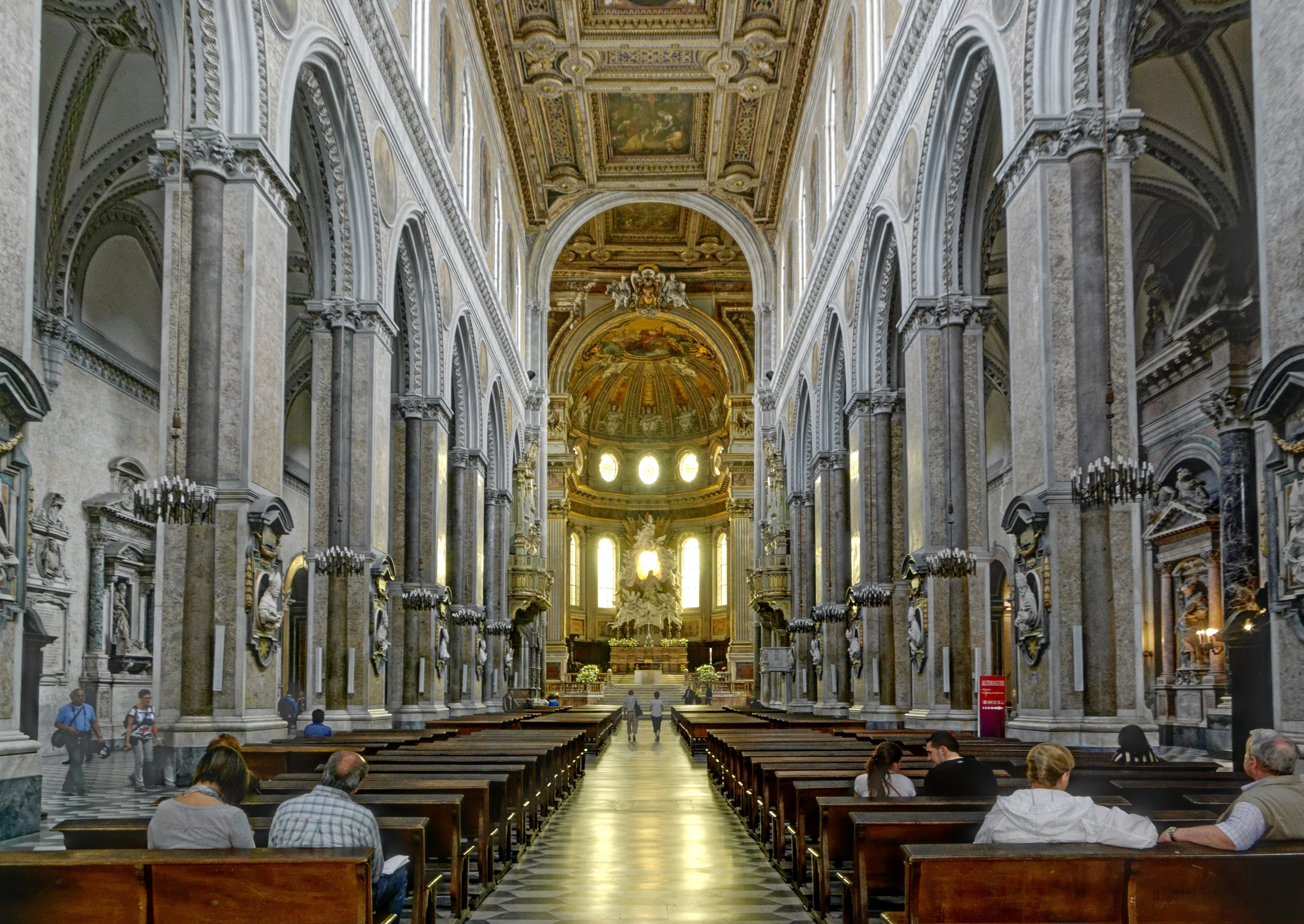
Wnętrze katedry
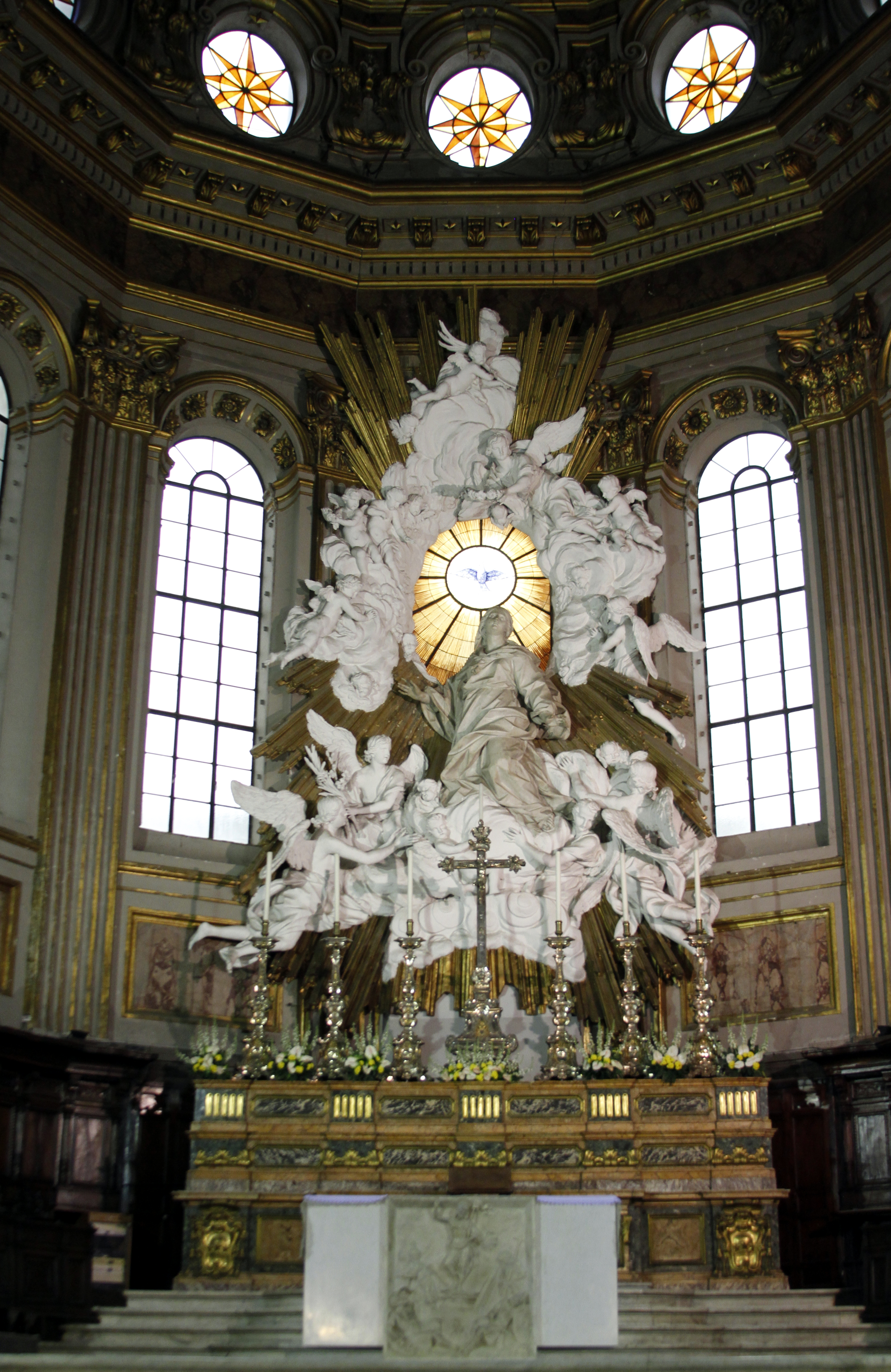
Ołtarz główny
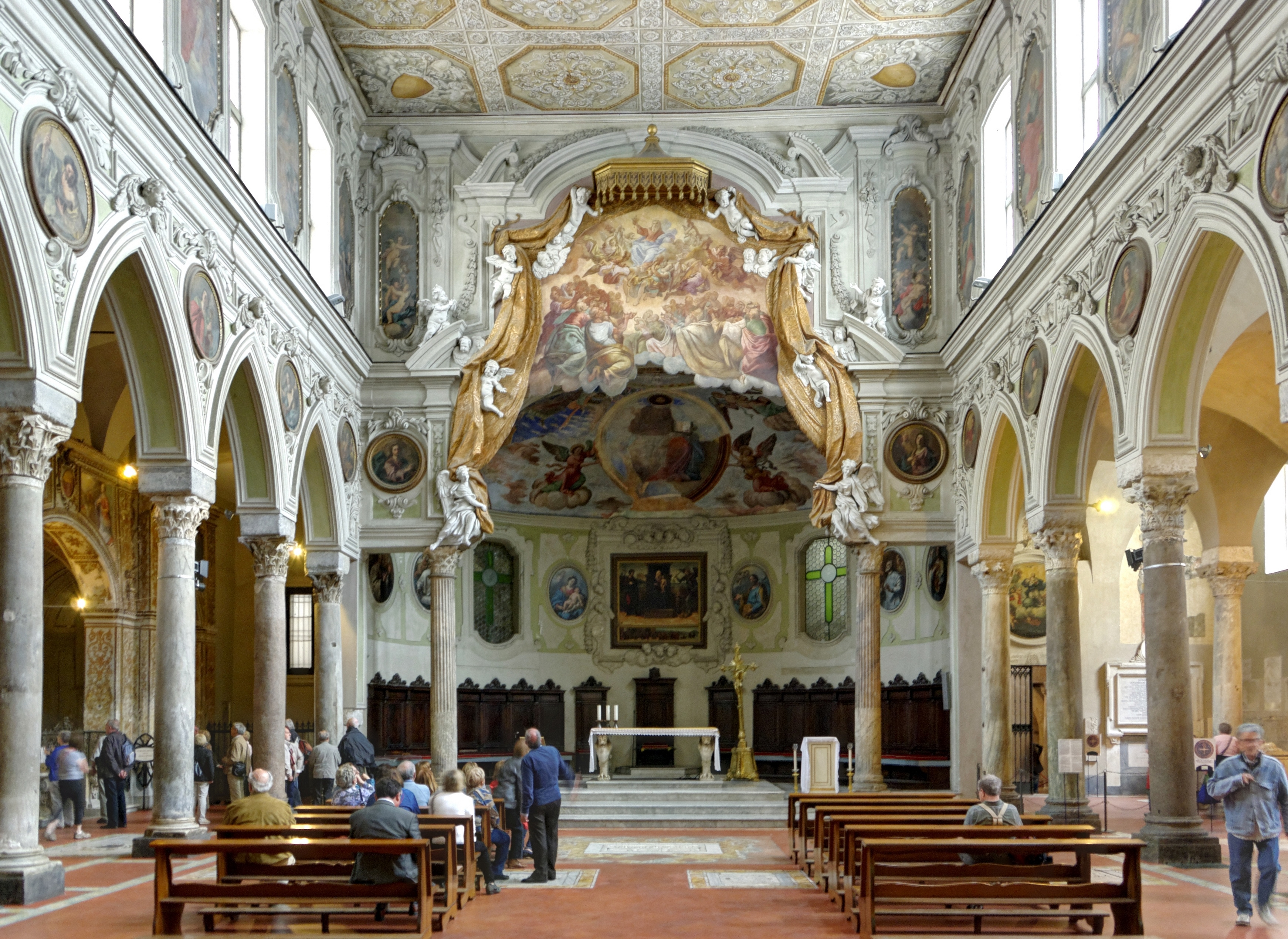
Wnętrze kaplicy św. Restytuty
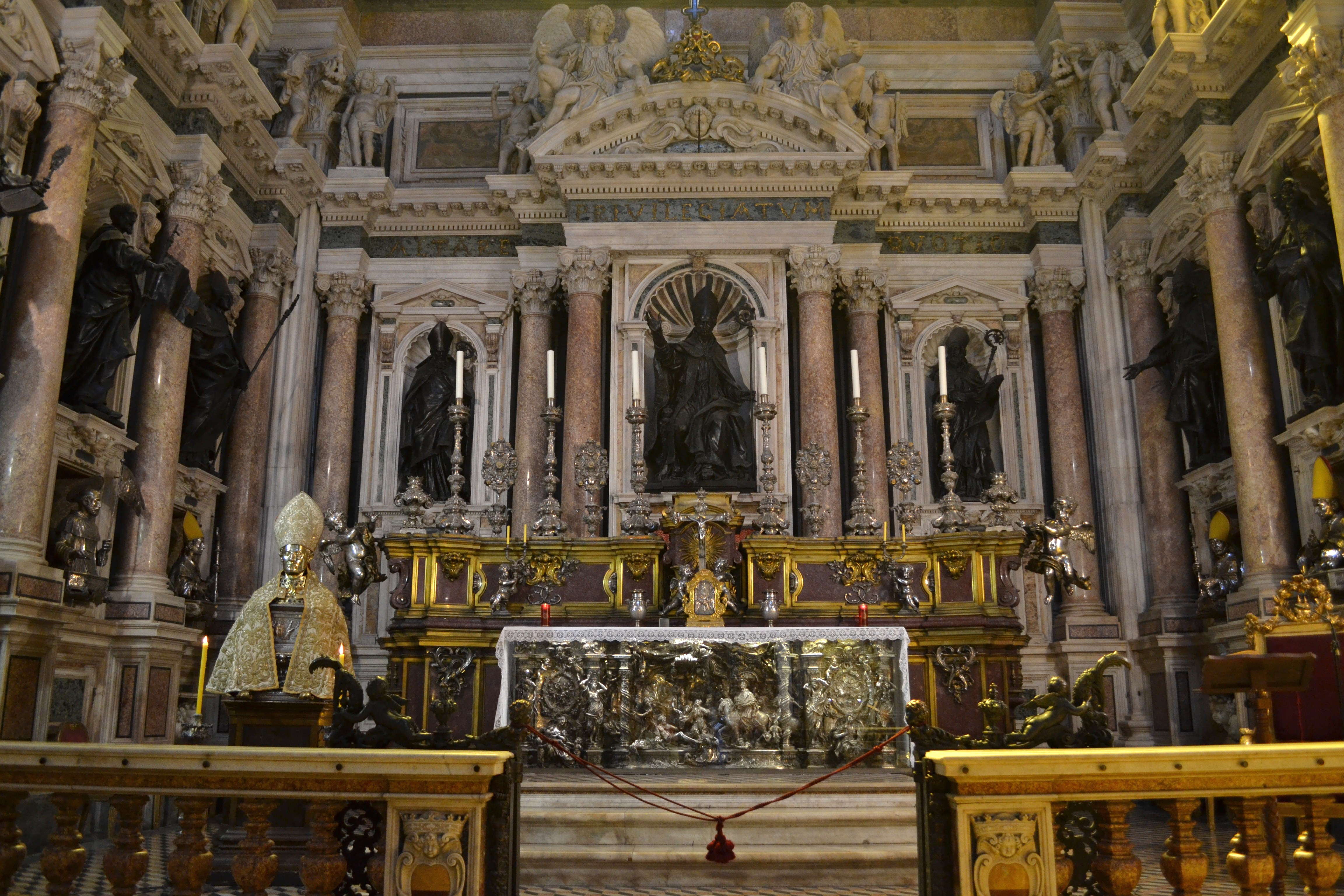
Ołtarz w kaplicy św. Januarego